# Concilie van Trente

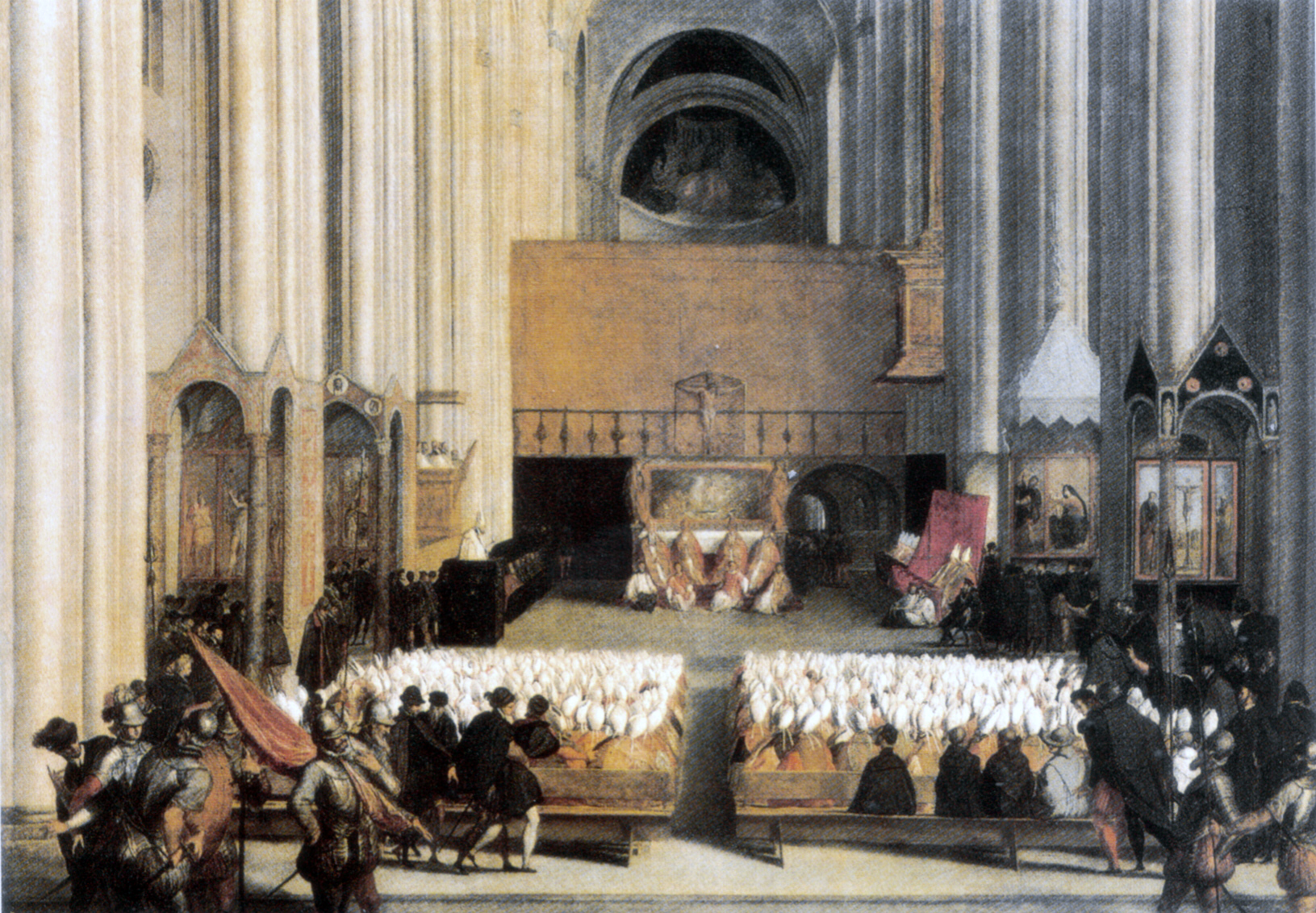
Een zitting van het Concilie van Trente in 1563

Het Concilie van Trente (1545-1563) (Latijn: Concilium Tridentinum) was een van de algemene of oecumenische concilies. Het wordt gewoonlijk als 19e geteld en duurde van 1545 tot 1563 met drie zittingsperioden: 1545-1547, 1551-1552 en 1562-1563. Het had tot doel de misstanden en misbruiken binnen de Katholieke Kerk aan te pakken. Ook moest duidelijkheid worden geschapen omtrent verschillende door de protestanten betwiste geloofspunten.
Het concilie werd in Trente, zetel van het prinsbisdom Trente, bijeengeroepen door paus Paulus III (1545), voortgezet door Julius III (1551) en door Pius IV bekrachtigd (1563). Het vond met opzet zo noordelijk in Italië plaats om calvinistische en lutherse waarnemers in staat te stellen aanwezig te zijn.

## Doelen en besluiten
Centraal stonden verdieping en verinnerlijking, de juiste formulering van de theologische opvattingen (met nadruk op het absolute gezag van de paus) en het bepalen van de houding ten opzichte van de Reformatie.
Het concilie had tot doel de rol van de Kerk als grote civilisator en wetgever te benadrukken. Het formuleerde de opvattingen en de dogma's die voortaan de inhoud van het katholieke geloof zouden uitmaken. De Kerk greep daarvoor terug naar de nieuwe spiritualiteit zoals die sinds het einde van de 15e eeuw leefde in de zogenaamde 'katholieke Reformatie' en bijvoorbeeld door de grote Spaanse mystici Johannes van het Kruis en Theresia van Ávila midden 16e eeuw werd verwoord.
Enkele realisaties en besluiten van het concilie:
- Vaststelling van de canon van de Bijbel, de lijst van gewijde boeken (= Heilige Schrift; Oude en Nieuwe Testament).
- De openbaring bestaat enkel uit de Heilige Schrift en de kerkelijke traditie.
- De Vulgata, de Latijnse Bijbelvertaling, wordt voor de rooms-katholieken tot standaardtekst van de Heilige Schrift verklaard.
- De geloofswaarheden van de erfzonde, de zaligmaking, de zeven sacramenten, de transsubstantiatie, de aflaten, de heiligenverering en het vagevuur worden opnieuw verduidelijkt en bevestigd.
- Het Latijn is de enige liturgische taal.
- Geestelijken krijgen een verbod op cumulatie van kerkelijke ambten, hebben residentieplicht[2] en moeten het celibaat respecteren.
- Priesters moeten een betere opleiding krijgen aan, in elk bisdom verplicht op te richten, seminaries.
- Gelovigen worden onderricht via de catechismus en door prediking.
- Het huwelijk moet gesloten worden in een kerk ten overstaan van een priester en getuigen na drievoudige aankondiging, en vervolgens worden vastgelegd in een huwelijksregister.
- Een bisschop diende theologie te hebben gestudeerd. Deze bepaling maakte het voor de adel lastiger om hun jongere zonen aan lucratieve kerkelijke baantjes te helpen.

De besluiten van het concilie waren er duidelijk op gericht de positie van de Rooms-Katholieke Kerk te bepalen ten opzichte van de protestanten. Zodoende kan men dit concilie beschouwen als het hart van de zogenaamde Contrareformatie. De besluiten van dit concilie hebben tot op de dag van vandaag geldingskracht in de Rooms-Katholieke Kerk, al hebben de latere concilies wel accentverschuivingen gelegd.
Op het concilie werden in 126 stellingen (canones) onderdelen van de protestantse leer als dwaling gekenmerkt. Voor katholieken die van de leer van de Rooms-Katholieke Kerk afwijken en deze punten onderschrijven, gold en geldt het "Anathema Sit" (In de ban is hij). Niet alle kritiekpunten van de protestanten zijn door dit concilie verworpen.
De Kerk slaagde erin – dankzij het Concilie van Trente – haar grote morele en intellectuele invloed te behouden in de landen die katholiek waren gebleven. Met name door de dogmatische autoriteit die de Kerk claimde op terreinen waarop de Bijbel zich niet expliciet had uitgelaten, verloor zij verder gezag in landen die de Reformatie waren toegedaan, zoals onder meer tot uitdrukking kwam in de Heidelbergse Catechismus (1563). Na het Tweede Vaticaans Concilie werd de relatie met de protestanten beter, wat onder meer uitmondde in een wederzijdse dooperkenning.

## Numismatisch commentaar
De protestanten waren niet zo gelukkig met het concilie. Al voor het begin werden door onbekende medailleurs spotpenningen gegoten, waarvan hier een rond 1550 gegoten zilveren exemplaar is weergegeven.

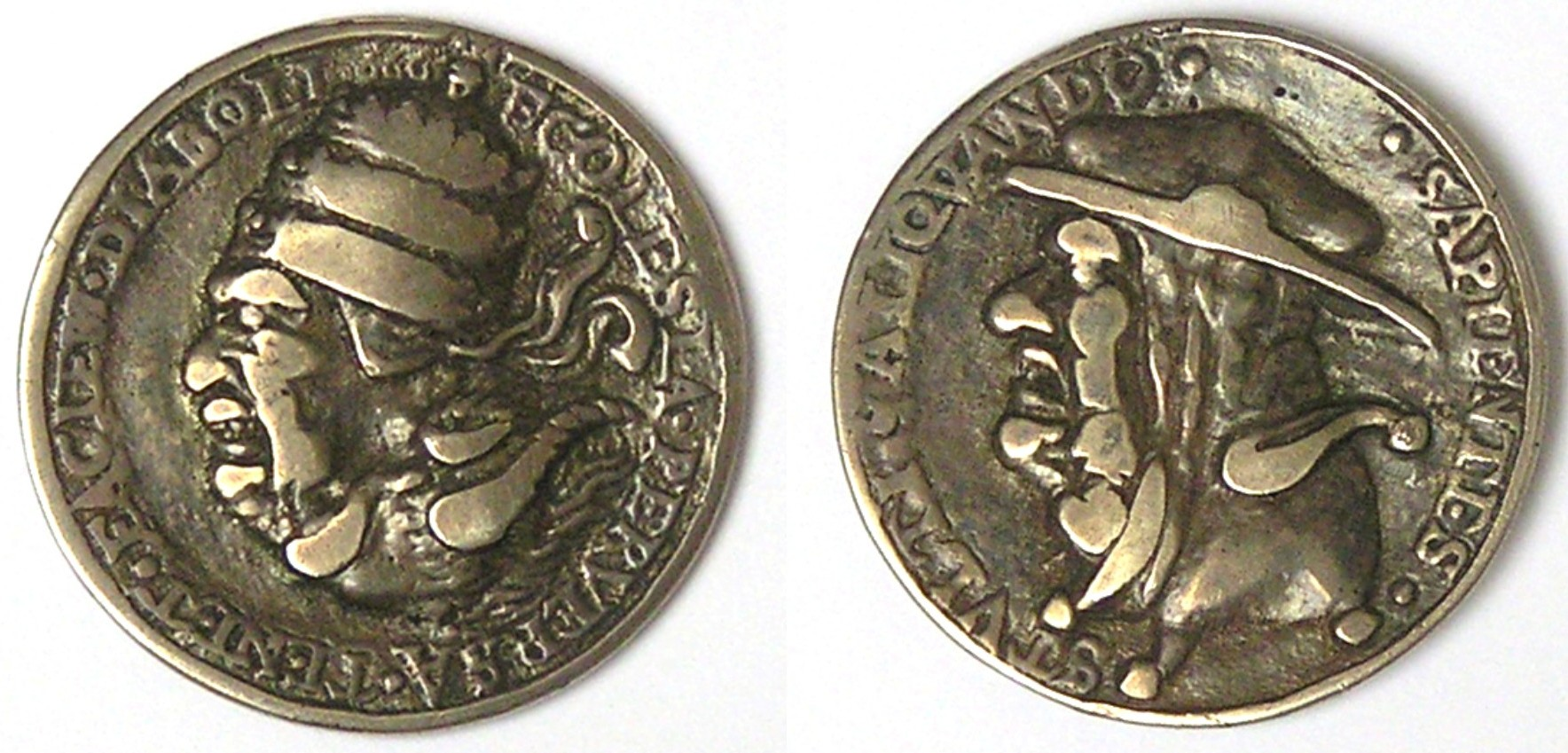
Zilveren gegoten spotpenning tegen het concilie van Trente, diameter 34 mm

Op de penning staat de paus afgebeeld, die als de afbeelding wordt omgedraaid in een duivel verandert. Op de keerzijde van de penning staat een kardinaal die op gelijke wijze in een nar verandert. Boven de paus staat het nummer 666, het Getal van het Beest. Een ernstige belediging van de paus als antichrist. Deze spotternij was hier zo populair dat de dubbelbeeltenis paus/duivel rond 1570 in Keulen of Frechen speciaal op baardmankruiken voor export naar de Nederlanden werd afgebeeld. Dit was een gevaarlijke grap; werd men in Keulen hierop betrapt, dan was verbanning de gebruikelijke straf voor de pottenbakker, zijn gezin en personeel. Deze dubbelbeeltenissen, maar nu ook als paus/nar en kardinaal/nar komen zelfs nog voor op rond 1700 vervaardigde koperen gegraveerde Hollandse tabaksdozen.